# Rieux-Volvestre
Rieux-Volvestre (fino al 2009 Rieux) è un comune francese di 2 502 abitanti situato nel dipartimento dell'Alta Garonna nella regione dell'Occitania.

## Società

### Evoluzione demografica
Abitanti censiti